# Fate: The Winx Saga
Fate: The Winx Saga ist eine Dramaserie, basierend auf der Zeichentrickserie Winx Club. Die Serie wird von Archery Pictures produziert. Die weltweite Erstausstrahlung erfolgte am 22. Januar 2021 auf Netflix. Seit dem 16. September 2022 ist die zweite Staffel verfügbar.
Am 1. November 2022 entschied sich Netflix dazu, die Serie nach zwei Staffeln abzusetzen, wie Serien-Schöpfer Brian Young auf seinem Instagram-Account mitteilte.

## Handlung
In der Serie geht es um die Geschichte von Bloom, Aisha, Terra, Stella und Musa – fünf Feen, die in Alfea lernen müssen, ihre Elemente zu kontrollieren. Jedoch kommt es zu Auseinandersetzungen und Rivalitäten mit den „Verbrannten“ und Beatrix. Bei den Auseinandersetzungen ist meistens auch Sky dabei, dessen Vater Andreas von Eraklion ist.

## Figuren

### Hauptfiguren

#### Bloom Peters
Bloom ist eine sechzehn Jahre alte Feuerfee, die in der Menschenwelt aufgewachsen ist. Zu Beginn der Serie kommt sie nach Alfea, um zu lernen, ihre Kräfte zu kontrollieren. Sie teilt sich ein Zimmer mit Aisha und erfährt im Laufe der ersten Staffel, dass sie ein Wechselbalg und von Feen in die Menschenwelt gebracht worden ist, als sie ein Baby war. Sie wurde von den Bluthexen entführt, die ihre Kräfte benutzen wollten. Bloom ist in der Lage, Verbrannte aufzuspüren, da sie sich von ihnen angezogen fühlt. In der zweiten Staffel erfährt sie von Sebastian Valtor, dass sie eigentlich schon vor tausend Jahren geboren wurde und ihre Mutter sie in Starre versetzt hat, damit sie nicht unter der Bürde der Drachenflamme leidet. Wenn Bloom ihre Magie einsetzt, leuchten ihre Augen orange auf.

#### Aisha
Aisha ist eine Wasserfee und Blooms Mitbewohnerin. Sie ist eine Perfektionistin und eine Überfliegerin. Ihre Eltern betreiben einige Wasserkraftwerke in Andros und wollen, dass sie später die Leitung übernimmt. Aisha ist eine Sportskanone und geht jeden Tag zweimal schwimmen. Sie bemüht sich, Bloom als Freundin zu gewinnen, weshalb sie ihr des Öfteren aus der Patsche hilft. In der zweiten Staffel lernt sie den Spezialisten Grey kennen und beginnt eine Beziehung mit ihm, sie trennen sich jedoch nachdem sie erfahren hat, dass er eine Bluthexe ist. Wenn ihre magischen Kräfte aktiv sind, leuchten ihre Augen blau.

#### Stella
Stella ist eine Lichtfee und die Prinzessin von Solaria. Stella versucht, den Erwartungen ihrer Mutter zu genügen und verbirgt deshalb ihre wahre Persönlichkeit, weshalb sie oft kalt und arrogant wirkt. Im letzten Jahr hat sie versehentlich ihre beste Freundin Ricki erblinden lassen, da sie die Kontrolle über ihre Zauberkräfte verloren hat. Jedoch wurde sie von ihrer Mutter gezwungen zu behaupten, dass sie es mit Absicht getan hatte. In der zweiten Staffel teilt sie sich ein Zimmer mit Flora und freundet sich mit Beatrix an. Wenn ihre Magie aktiv ist, leuchten ihre Augen gelb.

#### Musa
Musa ist eine Mentalfee und kann die Emotionen anderer wahrnehmen. Sie teilt sich ein Zimmer mit Terra und benutzt Kopfhörer, um sich von anderen abzuschirmen. Musa ist sehr offen und ehrlich, jedoch hat sie Schwierigkeiten ihre Gefühle auszudrücken. Sie führt eine Beziehung mit Terras Bruder Sam, die sie Anfangs vor Terra geheim hält. Jedoch gesteht sie Terra später, dass sie mit Sam zusammen ist, was die Freundschaft zwischen ihr und Terra verstärkt. Ihre Mutter starb im letzten Jahr, weshalb es ihr schwerfällt, über ihre Familie zu sprechen. In der zweiten Staffel trennt sich Musa von Sam, weil er und sein Vater Alfea verlassen. Sie verliert auch ihre Kräfte und beginnt mit dem Spezialistentraining, sie erhält ihre Magie jedoch im Staffelfinale zurück. Wenn ihre Magie aktiv ist, leuchten ihre Augen lila.

#### Terra Harvey
Terra ist eine in Alfea aufgewachsene Erdenfee und Musas Mitbewohnerin. Sie ist sehr freundlich, intelligent und herzlich, jedoch auch unsicher wegen ihres Aussehens und ihrem Körper. Ihre Cousine ist die Erdenfee Flora. Terra besitzt die Fähigkeit Pflanzen zu manipulieren und verfügt über ein umfangreiches Wissen über Heilkunde und Alfeas Geschichte. Wenn es die Situation erfordert, kann Terra sehr selbstbewusst und mutig sein und hat keine Probleme für sich selbst einzustehen. In der zweiten Staffel outet sich Terra als lesbisch und beginnt eine Beziehung mit der Spezialistin Kat. Wenn ihre Magie aktiv ist, leuchten ihre Augen grün.

#### Flora
Flora ist eine Erdfee und die Cousine von Terra und Sam. Sie kommt in der zweiten Staffel nach Alfea und wird Stellas Mitbewohnerin. Sie hat ihre Kindheit auf Expeditionen in der Anderswelt mit ihren Eltern verbracht. Flora ist freundlich, offenherzig, selbstbewusst und intelligent. Genau wie Terra kann Flora Blumen und Pflanzen kontrollieren. Im Staffelfinale opfert Flora ihre Magie um die Scraper aufzuhalten. Am Ende hat sie sichtbare Narben und es ist unklar, ob sie ihre Magie zurückerhalten wird. Wenn ihre Magie aktiv ist, leuchten ihre Augen grün.

#### Beatrix
Beatrix ist eine Luftfee, die Alfeas Geheimnisse lüften will. Sie ist eine berechnende und manipulative Unruhestifterin, die Elektrizität manipulieren kann. Sie verfolgt ein mysteriöses Ziel, weswegen sie neugierig über Alfeas Vergangenheit ist. Sie wurde von Skys Vater Andreas großgezogen, welcher sie damit beauftragt hat, Alfea zu infiltrieren und Rosalind zu befreien. Als Baby wurde Beatrix von Rosalind aus dem Dorf Aster Dell gerettet, welches von Rosalind zerstört wurde. In der zweiten Staffel freundet sich Beatrix mit Stella an und erfährt von Sebastian Valtor, dass sie zwei Schwestern (Isobel und D’Arcy) hat. Beatrix wird im Staffelfinale von Sebastian getötet, es besteht jedoch die Möglichkeit, dass sie wieder auferstehen wird, da an ihrem Grab ein Schattenwesen auftaucht, das die Toten erwecken kann. Wenn ihre Magie aktiv ist, leuchten ihre Augen grau.

#### Sky
Sky ist der Sohn von Andreas von Eraklyon und ein Spezialist aus dem zweiten Jahrgang. Er teilt sich mit seinem besten Freund Riven das Zimmer. Im letzten Jahrgang war er mit Stella, der Prinzessin von Solaria, zusammen, aber aus irgendeinem Grund machte sie im Sommer Schluss mit ihm. Am ersten Schultag freundet er sich mit der Feuerfee Bloom Peters an, die in der ersten Welt lebt. In Wahrheit steht er auf sie. Doch er hatte keine Zeit, sich auf sie einzulassen, denn seine Ex kommt zu ihm zurück, jedoch nicht aus romantischen Gefühlen, sondern aus verzweifelnden, da Stella denkt, dass Sky der einzige ist, der sie richtig versteht. Außerdem ist nur er der einzige, der weiß, was wirklich mit Ricki passiert ist. Die Beziehung hält nicht lange an, denn Sky geht es selbst immer schlechter, da er seinem Ersatzvater, Saúl Silva, der sich nach Andreas‘ Tod um seinen Sohn kümmert, nicht mehr wirklich vertraut. Vor allem kam ihm Silvas Befehl, Bloom auszuspionieren, sehr skeptisch vor. Im Laufe der Zeit empfindet auch Bloom was für Sky, nachdem sie die meiste Zeit miteinander verbracht hatten. Obwohl Sky ihr die Wahrheit über das Ausspionieren erzählt hat, versucht sie ihm zu vertrauen und erzählt ihm die Wahrheit über Aster Dell. Nachdem Sky ihr erklärt, dass alle nicht perfekt sind, küssen sich die beiden. Doch nach dem Kuss wird Sky schwindlig, als ihm dann klar wird, dass Bloom ihn vergiftet hat, da sie glaubte, er würde ihre Pläne aufhalten. Dadurch fühlt er sich verletzt und enttäuscht, als er wieder zu sich kam. Kurz vor dem Angriff der Verbrannten entschuldigt sich Bloom bei ihm, worauf es dann wieder zu einem Kuss kommt, da Bloom Zweifel hatte, er würde denken, dass sie nichts für ihn fühlt.
Am Ende erfährt er die Wahrheit, dass Silva versuchte Skys Vater zu töten, was ihm überraschenderweise nicht gelingt, da Andreas am Staffelende wieder zurückkehrt.

#### Riven
Riven ist ein Spezialist im zweiten Semester und der beste Freund von Sky. Außerdem ist er in der ersten Staffel der „Handlanger“ von Beatrix, da er mit ihr zusammen ist und hilft ihr bei ihrem Vorhaben, die düstere Geschichte von Alfea zu lüften.

#### Vanessa Peters
Vanessa ist die Adoptivmutter von Bloom. Aufgrund eines Streites mit Bloom, in dem das ganze Haus in Flammen stand, ist sie voller Brandwunden.

#### Saul Silva
Saul Silva ist der Trainer der Spezialisten in Alfea. Er und Skys Vater, Andreas von Eraklyon, waren beste Freunde, bis es zu einem Konflikt kam. Rosalind plante, das von Bluthexen bewohnte Dorf Aster Dell zu zerstören und ließ Farah, Saul und Ben in dem Glauben, lediglich die das Dorf umzingelnden Verbrannten zu töten. Saul fand jedoch heraus, dass Aster Dell bewohnt war und wollte seine Freunde vor dem Angriff warnen. Andreas, der in Rosalinds Pläne eingeweiht war, ließ eine Warnung nicht zu, woraufhin es zu einem Schwertkampf zwischen den beiden besten Freunden kam. Um Rosalind noch rechtzeitig aufzuhalten, erstach Saul Andreas und ließ ihn tot geglaubt zurück; doch als er eintraf, war es bereits zu spät. Aus Schuldgefühlen zog Saul Sky in diesen vergangenen 16 Jahren groß und wurde zu einer Vaterfigur für ihn. Um seinen Fehler zu vertuschen, log er Sky an, indem er ihm sagte, dass sein Vater während eines Kampfes gegen die Verbrannten getötet wurde. In der letzten Folge der ersten Staffel hingegen erzählt Silva ihm die ganze Wahrheit, woraufhin Sky sich von Silva und seinem Vater hintergangen fühlt. Am Ende der ersten Staffel wird Saul Silva von Königin Luna wegen des versuchten Mordes an Andreas verhaftet.

#### Farah Dowling
Farah Dowling ist eine Mentalfee und die Direktorin von Alfea. Sie hat Bloom in der Ersten Welt gefunden und überredete sie, nach dem Brandunfall in ihrem Haus, Alfea zu besuchen, um zu lernen, ihre Feuerkräfte kontrollieren zu können. Jedoch hatte sie einige Geheimnisse und wirkte sehr verschlossen, weswegen Bloom Zweifel hatte ihr zu vertrauen, als sie herausfand, dass sie ein Wechselbalg ist und Dowling es ihr verheimlicht hat. Aber auch ihr wurden einige Geheimnisse vorenthalten. Rosalind, die damalige Direktorin von Alfea, war ihre, Saúl Silvas, Andreas‘ von Eraklyon und Ben Harveys Mentorin. Vor 16 Jahren, zwei Tage nach Blooms Geburt, hat Rosalind, zusammen mit Dowling und Harvey das Dorf Aster Dell, welches von den Verbrannten befallen war, zerstört. Jedoch wussten die anderen nicht, dass darunter auch Menschen getötet wurden. Am Ende findet sie durch Bloom heraus, dass es keine Menschen, sondern Bluthexen waren, die dort wohnten. Vor dem Staffelende wird sie von Rosalind getötet, die plante, Alfea wieder an sich zu reißen. Aber man vermutet, dass sie vielleicht überlebt hat, da ihre Augen weiß leuchteten (ihre Magie einsetzte), bevor ihr das Genick gebrochen wurde.

#### Rosalind Hale
Rosalind ist die ehemalige Direktorin von Alfea und ist dies in der zweiten Staffel erneuert, nachdem sie am Ende der ersten Staffel Farah Dowling getötet hat. Im Laufe der zweiten Staffel wird sie von Bloom getötet.

### Nebenfiguren

#### Sam Harvey
Sam ist eine Erdenfee und in einer Beziehung mit Musa. Seine Schwester ist die Erdenfee Terra und seine Cousine ist Flora. Er kann durch Wände und Objekte laufen.

#### Dane
Dane ist ein Spezialist im ersten Semester. Zunächst befreundet er sich mit Terra, die ihm bei einer Auseinandersetzung mit Riven hilft. Außerdem verliebt er sich in Riven und Beatrix, denen er bei ihren Plänen hilft.

#### Ben Harvey
Ben Harvey ist der Vater von Terra und Sam. Er arbeitet im Gewächshaus von Alfea.

#### Mike Peters
Mike ist der Adoptivvater von Bloom.

#### Königin Luna
Königin Luna ist die Mutter von Stella und Herrscherin von Solaria.
Mit ihrer herrischen Art will sie über alles bestimmen, aber sie verschleierte etliche Dinge und will verheimlichen, dass ihre Tochter Stella ihre Magie nicht kontrollieren kann. Zwanghaft versucht sie Stella die Perfektion aufzuzwingen.

## Besetzung und Synchronisation
Die deutschsprachige Synchronisation entsteht durch die Dialogregie von Antje von der Ahe bei VSI Synchron in Berlin.

### Hauptbesetzung
| Rolle          | Schauspieler              | Hauptrolle (Episoden) | Nebenrolle (Episoden) | Synchronsprecher      |
| -------------- | ------------------------- | --------------------- | --------------------- | --------------------- |
| Bloom          | Abigail Cowen             | 1.01–2.07             |                       | Jill Böttcher         |
| Stella         | Hannah van der Westhuysen | 1.01–2.07             |                       | Giovanna Winterfeldt  |
| Aisha          | Precious Mustapha         | 1.01–2.07             |                       | Marie Hinze           |
| Terra          | Eliot Salt                | 1.01–2.07             |                       | Daniela Molina        |
| Musa           | Elisha Applebaum          | 1.01–2.07             |                       | Lea Kalbhenn          |
| Sky            | Danny Griffin             | 1.01–2.07             |                       | Tobias Diakow         |
| Beatrix        | Sadie Soverall            | 1.01–2.07             |                       | Amelie Plaas-Link     |
| Riven          | Freddie Thorp             | 1.01–2.07             |                       | Amadeus Strobl        |
| Vanessa Peters | Eva Birthistle            | 1.01–1.02, 1.06       |                       | Katrin Zimmermann     |
| Saul Silva     | Robert James-Collier      | 1.01–2.07             |                       | Alexander Doering     |
| Farah Dowling  | Eve Best                  | 1.01–1.06, 2.06       |                       | Christin Marquitan    |
| Rosalind Hale  | Lesley Sharp              | 1.03, 1.05–1.06       |                       | Katarina Tomaschewsky |
| Rosalind Hale  | Miranda Richardson        | 2.01–2.05             |                       | Katarina Tomaschewsky |
| Dane           | Theo Graham               | 2.01–2.04, 2.06–2.07  | 1.01–1.06             | Nicolas Rathod        |
| Sam Harvey     | Jacob Dudman              | 2.01–2.03             | 1.02–1.06             | Sebastian Fitzner     |
| Grey           | Brandon Grace             | 2.01–2.07             |                       | Max Felder            |
| Andreas        | Ken Duken                 | 2.01–2.04             | 1.05–1.06             | Ken Duken             |
| Sebastian      | Éanna Hardwicke           | 2.01–2.07             |                       | Sebastian Schulz      |
| Flora          | Paulina Chávez            | 2.02–2.07             |                       | Victoria Frenz        |

### Nebenbesetzung
| Rolle             | Schauspieler        | Nebenrolle (Episoden)           | Synchronsprecher   |
| ----------------- | ------------------- | ------------------------------- | ------------------ |
| Mike Peters       | Josh Cowdery        | 1.01, 1.06                      | Dennis Schmidt-Foß |
| Professor Harvey  | Alex MacQueen       | 1.01–1.06                       | Gerrit Schmidt-Foß |
| Professor Harvey  | Daniel Betts        | 2.01–2.03                       | Gerrit Schmidt-Foß |
| Callum            | Harry Michell       | 1.01–1.04                       | Tim Knauer         |
| Kat               | Leah Minto          | 1.02–1.03, 1.05–2.04, 2.06–2.07 | Kathrin Neusser    |
| Dinner Lady Doris | Pom Boyd            | 1.02–1.03, 1.06                 |                    |
| Marco             | Sean Sagar          | 1.03, 1.05–2.01, 2.03–2.04      | Julius Jellinek    |
| Noura             | Sarah Jane Seymour  | 1.03, 1.05                      | Yamuna Kemmerling  |
| Francesca         | Erica Cody          | 1.03                            |                    |
| Königin Luna      | Kate Fleetwood      | 1.04–1.06, 2.06                 | Katrin Zimmermann  |
| Devin             | Jayden Revri        | 2.01–2.03                       | Fabian Kluckert    |
| Ivy               | Dearbhaile McKinney | 2.01                            | Charlotte Uhlig    |
| Luke              | JJ Battell          | 2.01, 2.03–2.05, 2.07           |                    |
| Nick              | Ian O’Reilly        | 2.01, 2.07                      |                    |
| Bavani Selvarajah | Shameen Ahmad       | 2.03–2.04, 2.06–2.07            |                    |
| Uncle Arthur      | James Lance         | 2.03                            |                    |

## Produktion und Ausstrahlung
Die Idee für eine Realverfilmung von Winx Club kam schon 2011 auf. Im Mai 2011 hatte Iginio Straffi eine Realverfilmung vorgeschlagen. Nachdem Straffi für die Nickelodeon-Serie Club 57 gearbeitet hatte, kündigte er im März 2018 eine Realverfilmung zum Winx Club an.
Brian Young, ein ehemaliger Drehbuchautor für Vampire Diaries, ist der Verantwortliche für Fate: The Winx Saga.
Die Castings fanden im August 2019 statt.
Die Dreharbeiten fingen im September 2019 in Wicklow an und endeten am 13. Dezember.
Fate: The Winx Saga erreichte am Wochenende seiner Veröffentlichung den ersten Platz der Netflix-Charts.
Am 18. Februar 2021 gab Netflix bekannt, dass es eine zweite Staffel geben wird, welche am 16. September 2022 veröffentlicht wird.
Am 1. November 2022 wurde bekannt gegeben, dass die Serie keine dritte Staffel bekommen wird.
Im Oktober 2023 wurde bekannt gegeben, dass die Serie in Form einer Comic-Reihe fortgeführt wird. Die Handlung setzt dort an, wo die zweite Staffel geendet hat. Der erste Volume trägt den Namen „Dark Destiny“ und soll voraussichtlich im Juli 2024 erscheinen, in der die Feen weiterhin um Blooms Verlust trauern und versuchen, mit dem neuen Alltag zurechtzukommen. Neue unbekannte böse Mächte warten auf die Feen. Die Comics entstehen unter der Hand von: Maverick.

## Kritik
Fate: The Winx Saga erhielt vor der Veröffentlichung negatives Feedback von einigen Fans, aufgrund des „Whitewashing“ der Figuren Musa, die eine Ostasiatin darstellen sollte und mit einer weißen Darstellerin besetzt wurde, und für Flora, die eine lateinamerikanische Frau darstellen sollte und durch die Figur Terra ersetzt wurde.

## Episodenliste

### Staffel 1
| Nr. | Deutscher Titel                  | Originaltitel              | Regie              | Drehbuch                    |
| --- | -------------------------------- | -------------------------- | ------------------ | --------------------------- |
| 1 | Zu den Gewässern und der Wildnis | To the Waters and the Wild | Lisa James Larsson | Brian Young                 |
| Ein Bauer geht nach draußen, um nach seinem Vieh zu sehen. Er findet eines tot auf und wird dann von einem seltsamen Wesen angegriffen. Bloom, eine Feuerfee von der Erde, kommt in Alfea an, einer magischen Schule von Feen und Spezialisten. Nachdem Bloom Sky kennengelernt hat, trifft sie sich mit Stella, ihrer Mentorin, zu einer Campus-Tour. Bloom trifft dann ihre Mitbewohnerinnen Aisha, Terra und Musa. Blooms Eltern sind Menschen und sie wissen nichts über Alfea und dass Bloom eine Fee ist. Auf der Orientierungsparty geht Bloom alleine in den Wald, um ihre Magie zu trainieren, verliert dann aber die Kontrolle. Aisha findet Bloom und rettet sie vor der Flamme. Als Aisha die Macht von Bloom sieht, vermutet sie, dass Bloom ein Wechselbalg sein könnte. Von dieser Tatsache beunruhigt, geht Bloom in ihr Zimmer, wo Stella sie findet. Stella gibt Bloom ihren Ring, der Bloom in die Erste Welt bringen kann. Bloom kommt dann zurück auf die Erde und hat einen Anruf bei ihren Eltern. Bei ihrer Rückkehr zum Portal wird sie von dem Verbrannten angegriffen. Bloom wird dann von Schulleiterin Dowling, Aisha, Terra und Musa gerettet, aber sie verliert Stellas Ring. |                                  |                            |                    |                             |
| 2 | Keine Fremden hier               | No Strangers Here          | Lisa James Larsson | Speed Weed                  |
| Bloom fragt Dowling, ob sie ein Wechselbalg ist, und Dowling sagt ihr, dass sie ihre leiblichen Eltern nicht kennt, gibt aber keine zusätzlichen Antworten, was Bloom frustriert. Als Stella erfährt, dass Bloom ihren Ring verloren hat, manipuliert sie Bloom, Terra und Sky, um ihr zu helfen, ihn zu finden. Riven verliebt sich in eine neue mysteriöse Schülerin namens Beatrix und sie planen gemeinsam, sich in Dowlings Büro zu schleichen, um herauszufinden, was sie versteckt. Währenddessen wird Silva vom Verbrannten verletzt, während er versucht, ihn einzufangen. Bloom und ihre Freunde finden den verletzten Silva außerhalb der Barriere und Terra versucht ihn zu behandeln. Bloom hört Stimmen in ihrem Kopf und rennt dem Verbrannten nach. Bloom und Aisha besiegen ihn, was Bloom erlaubt, den Ring zurückzunehmen. Terra bringt den verletzten Silva herein und Beatrix erzählt Dowling, dass er von dem Verbrannten angegriffen wurde. Nachdem Dowling gegangen ist, sucht Beatrix nach einem geheimen Raum in Dowlings Büro und findet ihn. |                                  |                            |                    |                             |
| 3 | Zu große Hoffnungen              | Heavy Mortal Hopes         | Hannah Quinn       | Victoria Bata               |
| Bloom träumt von einer Frau, die ihr sagt, sie solle nach ihr suchen. Sie glaubt, dass die Frau die Fee ist, die sie auf der Erde zurückgelassen hat. In Alfea findet Bloom ein Bild dieser Frau und konfrontiert Dowling damit. Dowling sagt ihr, dass die Frau Rosalind ist, die Dowlings Mentorin war und jetzt tot ist und dass sie nicht weiß, wie sie mit Bloom zu tun hat. Auf der Spezialisten-Party erfährt Bloom von Riven, dass Stella letztes Jahr ihre beste Freundin geblendet hat, nachdem sie mit Sky geflirtet hat. Sky bestreitet es nicht, was Bloom Angst macht. In der Zwischenzeit verschlechtert sich Silvas Zustand, selbst nachdem der Verbrannte getötet wurde, was bedeutet, dass es mehr gibt. Bloom und ihre Freunde kämpfen gemeinsam gegen den Verbrannten, bis Dowling eintrifft, um ihn zu erledigen. Sie kehren zurück und stellen fest, dass Silva geheilt ist. Beatrix betritt den Geheimgang in Dowlings Büro mit Dowlings Assistent, um die Falle auszulösen, die ihn verletzt. Beatrix tötet ihn, um ihre Spuren zu verwischen, nachdem sie den versteckten Raum nicht betreten konnte. Am Ende der Episode wird enthüllt, dass Rosalind in dem Raum, auf den Beatrix zugreifen wollte, gefangen gehalten wird.                                                                                     |                                  |                            |                    |                             |
| 4 | Ein ramponierter Engel           | Some Wrecked Angel         | Hannah Quinn       | Niceole R. Levy             |
| Königin Luna kommt in Alfea an, um eine Rede zu halten. Sie ist nicht zufrieden mit Stellas Fortschritten und beschließt, Stella gegen Dowlings Willen von der Schule zu nehmen. Währenddessen beginnt Dowling, Callums Tod zu untersuchen. Bloom erfährt davon von Aisha und sucht mithilfe von Beatrix nach versteckten Informationen in der Schule. Die beiden finden eine Kommandozentrale mit einer Karte, auf der Aster Dell markiert ist. Beatrix bringt Bloom nach Aster Dell und sagt, dass dort Kriegsverbrechen begangen wurden, sie behauptet auch, Dowling und ihre Verbündeten hätten das Dorf zerstört, um die Verbrannten zu töten, die dort waren, ohne Rücksicht auf Kollateralschäden. Sie gibt an, dass dies zwei Tage vor Blooms Geburtstag geschehen ist, was in Bloom den Verdacht erweckt, dass ihre leiblichen Eltern in Aster Dell ermordet wurden. Beatrix erzählt Bloom dann, dass Rosalind eine Verbündete ist, die noch lebt und von Dowling gefangen gehalten wird. Bevor Bloom weitere Informationen erhalten kann, kommt Dowling und nimmt Beatrix fest. Auf die Frage, warum sie dort waren, belügt Bloom Dowling und sagt ihr, dass es eine Spritztour war. |                                  |                            |                    |                             |
| 5 | Zwischen den Zeilen              | Wither Into the Truth      | Stephen Woolfenden | Victoria Bata, Sarah Hooper |
| Beatrix ist in Alfea eingesperrt. Dane und Bloom planen Beatrix 'Flucht. In der Zwischenzeit wurde Sky von Dowling und Silva beauftragt, Bloom auszuspionieren. Bloom besucht Beatrix heimlich mit Hilfe von Dane und Beatrix bietet ihr Zugang zu Rosalind an, wenn sie befreit wird. Stella hat sich zurück nach Alfea geschlichen. Musa, Terra und Stella planen einen Weg, um Bloom zu helfen, ohne Beatrix zu Aishas Leidwesen zu verhelfen. Sky erwischt Bloom die am Steinkreis Magie benutzt, um Beatrix zu befreien. Sky konfrontiert sie und sagt ihr die Wahrheit über seine Spionage. Er möchte, dass sie sich gegenseitig vertrauen. Sie küssen sich und Bloom betäubt ihn, um ihn bewusstlos zu machen. Ein Bataillon ruft an, um zu enthüllen, dass viele Verbrannte auf dem Weg sind. Bloom konfrontiert Dowling mit Aster Dell. Dowling sagt, Rosalind habe sie dazu gebracht, das Dorf zu zerstören, und deshalb wird sie gefangen gehalten. Terra und Musa helfen dabei, Beatrix zu befreien, und gemeinsam gehen sie mit Bloom und Stella in den Keller, um Rosalind zu befreien. Stella benutzt Beatrix, um die Falle auszulösen und sie zu immobilisieren. Sie befreien Rosalind, während sich die anderen auf den Kampf gegen die Verbrannten vorbereiten                                                           |                                  |                            |                    |                             |
| 6 | Ein fanatisches Herz             | A Fanatic Heart            | Stephen Woolfenden | Brian Young                 |
| Rosalind erzählt Bloom, dass Aster Dell von Bluthexen bewohnt war und dass Blooms leibliche Eltern noch am Leben sind. Sie enthüllt auch, dass die Verbrannten Bloom wegen ihrer Kräfte ins Visier nehmen. Die Verbrannten kommen gefährlich nahe. Rosalind versucht, Blooms volle Kraft zu aktivieren, aber dann merkt Bloom, dass sie benutzt wird. Sie geht, um Alfea zu helfen, indem sie die Verbrannten weglockt. Sie wird von Sky konfrontiert und die beiden teilen sich einen Kuss, bevor sie sich den Verbrannten stellt, ihre volle Kraft entfesselt und sie alle zerstört. Bloom und ihre Mitbewohnerinnen kehren zur Erde zurück, wo sie ihren Adoptiveltern alles offenbart. Währenddessen enthüllt Silva Sky, dass er Andreas töten musste, weil er auf der Seite von Rosalind stand, als Rosalind neben Beatrix, Dane und Riven entkommt. Die Solaria kommen schließlich mit Königin Luna und Andreas zu jedermanns Überraschung an. Sie verhaften Silva wegen versuchten Mordes an Andreas. Rosalind und Dowling stehen sich im Wald gegenüber. Rosalind erzählt Dowling, dass die Drachenflamme, eine uralte magische Kraft, in Bloom brennt und dass sie gegen die Verbrannten eingesetzt wurde, die Soldaten in einem alten Krieg waren. Rosalind tötet dann scheinbar Dowling. Rosalind und Andreas übernehmen Alfea. |                                  |                            |                    |                             |
| Alle Folgen wurden weltweit am 22. Januar 2021 bei Netflix veröffentlicht. |                                  |                            |                    |                             |

### Staffel 2
| Nr. (ges.)                                                                      | Nr. (St.) | Deutscher Titel                             | Originaltitel                        | Regie             | Drehbuch             |
| ------------------------------------------------------------------------------- | --------- | ------------------------------------------- | ------------------------------------ | ----------------- | -------------------- |
| 7                                                                               | 1         | Panikattacke im Anflug                      | Low-Flying Panic Attack              | Ed Bazalgette     | Brian Young          |
| 8                                                                               | 2         | Vom Wind davon getragen                     | Taken By The Wind                    | Ed Bazalgette     | Victoria Bata        |
| 9                                                                               | 3         | Deine neuentdeckte Beliebtheit              | Your Newfound Popularity             | Sallie Aprahamian | Amanda Rosenberg     |
| 10                                                                              | 4         | Eine Stunde bevor Luzifer fiel              | An Hour Before the Devil Fell        | Ed Bazalgette     | Talia Gonzalez       |
| 11                                                                              | 5         | Bist du eine gute Hexe oder eine böse Hexe? | Are You a Good Witch or a Bad Witch? | Sallie Aprahamian | Vanessa James Benton |
| 12                                                                              | 6         | Arme Seelen in Not                          | Poor Unfortunate Souls               | David Moore       | Shaina Fewell        |
| 13                                                                              | 7         | All die wilden Hexen                        | All the Wild Witches                 | David Moore       | Gregory Locklear     |
| Alle Episoden wurden am 16. September 2022 weltweit auf Netflix veröffentlicht. |           |                                             |                                      |                   |                      |

## Belege
1. ↑  Laurence Cook: Get Cast in Da Vinci TV Series ‘Leonardo’ + More UK Projects. In: Backstage. 14. Oktober 2019, abgerufen am 22. Januar 2021 (englisch).
2. ↑  Andy Swift: Fate: The Winx Saga, Based on Animated Series, Gets 2021 Premiere Date on Netflix — Watch Teaser. In: TVLine. 10. Dezember 2020, abgerufen am 22. Januar 2021 (amerikanisches Englisch).
3. ↑  Fate: The Winx Saga bei Netflix, abgerufen am 26. März 2021.
4. ↑  Mansha Daswani: Ignio Straffi - Rainbow. In: TV Kids. 28. Mai 2019, abgerufen am 22. Januar 2021 (englisch).
5. ↑  'Winx Club' is getting a live-action remake on Netflix, but not everyone is happy. Abgerufen am 22. Januar 2021 (englisch).
6. ↑  There's an open casting call for young adults and teenagers to appear in a new Netflix series. Abgerufen am 22. Januar 2021 (englisch).
7. ↑  Netflix young adult series begins filming in Ireland. 17. September 2019 (rte.ie [abgerufen am 22. Januar 2021]).
8. ↑  Steph Jackson: The Fate: The Winx Saga on Netflix now has a full trailer. 20. Januar 2021, abgerufen am 22. Januar 2021 (britisches Englisch).
9. ↑  #FateTheWinxSaga has been renewed for a second season. 18. Februar 2021, abgerufen am 18. Februar 2021 (englisch).
10. ↑  Instagram. Abgerufen am 16. Oktober 2023.
11. ↑  Netflix criticised for whitewashing new Winx Club adaptation. 11. Dezember 2020, abgerufen am 22. Januar 2021 (englisch).